# Muerte bajo el sol
Muerte bajo el sol es una película británica de misterio de 1982 dirigida por Guy Hamilton. El papel del detective belga Hércules Poirot es encarnado por Peter Ustinov y en el reparto figuran Maggie Smith, Jane Birkin, Diana Rigg o Roddy McDowall. Está basada en la novela Maldad bajo el sol (1941), de Agatha Christie.

## Sinopsis
Una corredora descubre una mujer estrangulada, identificada como Alice Ruber, en las colinas de Yorkshire. En la siguiente escena el detective Hércules Poirot (Peter Ustinov) es contratado por una compañía de seguros para verificar si deben pagar la póliza de la mujer asesinada a su marido y para examinar un diamante falso que el industrial Sir Horace Blatt (Colin Blakely) desea asegurar. Durante la entrevista que mantienen Poirot y Sir Horace, este último le confiesa que la joya original se la regaló como señal de compromiso a la famosa actriz Arlena Stuart (Diana Rigg). Pero la bella actriz, caprichosa y frívola, decide romper su compromiso y casarse con el Capitán Kenneth Marshall (Dennis Quilley) devolviéndole al industrial una joya falsificada. Sir Horace, conocedor de la intención de la actriz de pasar unas vacaciones con su nuevo marido e hijastra en un hotel exclusivo en una isla del Adriático, invita al detective a acompañarlo para recuperar la joya auténtica. 
El hotel, un antiguo palacio de verano reconvertido en un exclusivo resort, es dirigido por Daphne Castle (Maggie Smith) una antigua amante del Rey de Tyrania. En él se alojan varios personajes que conocen las intenciones de la actriz de pasar allí sus vacaciones: Odell y Myra Gardener (James Mason y Sylvia Miles), productores teatrales a los que causó un grave perjuicio económico y que quieren proponerle una nueva obra; el escritor Rex Brewster (Roddy McDowall) que quiere conseguir la autorización para publicar la biografía de Arlena que está escribiendo; o la misma propietaria del hotel, Daphne Castle, que en su juventud formó parte de la misma compañía teatral y con quien mantuvo una gran disputa. Finalmente, además de la familia Marshall acude al hotel el joven matrimonio formado por Patrick -con quien Arlena mantiene un romance- y Christine Redfern (Nicholas Clay y Jane Birkin).
Dos días más tarde la actriz aparece estrangulada en una playa solitaria. El detective Hércules Poirot, a instancias de la propietaria del hotel, acepta encargarse de investigar y esclarecer los hechos. Y aunque casi todos parecen tener motivos para desear la muerte de Arlena, durante los interrogatorios el detective comprueba que aparentemente tienen una coartada perfecta y nadie parece haber tenido la oportunidad de cometer el crimen. Después de una jornada llena de pesquisas el detective reúne a los sospechosos en el salón principal del hotel y soluciona el enigma.

## Reparto y personajes
- Peter Ustinov es Hércules Poirot, un famoso detective belga que durante unas vacaciones se encuentra con un asesinato.
- Maggie Smith es Daphne Castle, la propietaria del exclusivo hotel donde se desarrolla la acción.
- Colin Blakely es Sir Horace Blatt, un industrial millonario que estuvo prometido con Arlena.
- Diana Rigg es Arlena Stuart, una actriz glamourosa y frívola, odiada y envidiada a partes iguales.
- Dennis Quilley es Kenneth Marshall, el nuevo marido de Arlena.
- Emily Hone es Linda Marshall, hijastra adolescente de Kenneth Marshall a quien Arlena menosprecia.
- Roddy McDowall es Rex Brewster, periodista y crítico teatral que está escribiendo la biografía de Arlena.
- James Mason es Odell Gardener, productor teatral y propietario de un teatro donde Arlena actuaba hasta que se marchó repentinamente.
- Silvia Miles es Myra Gardener, productora teatral y esposa de Odell Gardener.
- Nicholas Clay es Patrick Redfern, un atractivo y joven gigoló con quien Arlena mantiene un romance.
- Jane Birkin es Christine Redfern, esposa de Patrick Redfern de aspecto frágil y desvalido.